# Integrina alfa 11
La integrina alfa-11 es una proteína que, en los seres humanos, está codificada por el gen ITGA11.
Este gen codifica una integrina alfa. Las integrinas son proteínas de membrana integrales heterodiméricas compuestas por una cadena alfa y una cadena beta. Esta proteína contiene un dominio I, se expresa en el tejido muscular, se dimeriza con la integrina beta 1 in vitro y parece unirse al colágeno de esta forma. Por tanto, la proteína puede participar en la unión del tejido muscular a la matriz extracelular. Se han encontrado variantes de empalme transcripcional alternativas para este gen, pero su validez biológica no está determinada.
Según un estudio, la expresión de ITGA11 aumenta en el estroma anterior de los botones corneales extirpados de los ojos afectados por queratocono.